# Elymnias subdecorata
Elymnias subdecorata är en fjärilsart som beskrevs av Hans Fruhstorfer 1911. Elymnias subdecorata ingår i släktet Elymnias och familjen praktfjärilar. Inga underarter finns listade i Catalogue of Life.